# Eligio Pometta
Eligio Pometta (* 27. September 1865 in Cerentino; † 2. Juli 1950 in Faido) war ein Schweizer Politiker und Heimatforscher.

## Leben
Eligio Giuseppe Pometta war der Sohn des Landarztes Angelo Pometta (* 9. Mai 1834 in Broglio;  23. Juni 1876 ebenda), der auch Gemeindepräsident von Broglio und Tessiner Grossrat war, und dessen Ehefrau Leopoldina (* 1. Oktober 1844 in Cerentino; † unbekannt), geb. Capponi. Seine Brüder waren der Lehrer und Politiker Angiolo Pometta (1871–1951) und der Lehrer und Historiker Giuseppe Pometta (1872–1963). Sein Grossvater mütterlicherseits war der Politiker Daniele Capponi (1810–1876).
Er besuchte in Italien die Schule in Cremona und erhielt seine Matur am Gymnasium in Caprino Bergamasco; anschliessend studierte er Rechtswissenschaften an der Universität Bern sowie an der Universität München, beendete jedoch das Studium nicht.
Von 1889 bis 1890 war er als Regierungssekretär tätig, trat dann aber nach dem radikalen Tessiner Putsch vom 11. September 1890 zurück und wurde Redaktor verschiedener konservativer Blätter, unter anderem, gemeinsam mit Giuseppe Cattori, bei der Parteizeitung La Libertà und La Voce del Popolo; er war auch Mitarbeiter der Schweizerischen Rundschau.
1901 wurde er zusammen mit Giuseppe Cattori Redaktor der neuen Parteizeitung Popolo e Libertà und von 1901 bis 1911 war er im Tessiner Grossen Rat. In der Zeit von 1916 bis 1929 war er Sekretär und Übersetzer der Schweizerischen Bundesbahnen; in dieser Zeit war er auch von 1921 bis 1941 Redaktor des Bollettino storico della Svizzera italiana und betrieb seine historischen Studien. Seine, mit Giulio Rossi herausgegebene, Schrift Storia del cantone Ticino war lange Zeit der einzige Überblick zur Tessiner Geschichte. Er hob die Beziehungen des Tessins zu Italien hervor und distanzierte sich von einer Interpretation der Kantonsgeschichte im Zeichen des Helvetismus.
Eligio Pometta war verheiratet mit Maria, Tochter von Josef Viktor Widmann; allerdings trennten sie sich jedoch nach kurzer Zeit wieder.

## Schriften (Auswahl)
- Primizie nell’occasione del giubileo sacerdotale di sua santità Leone XIII. Tipografia Cavalleri e Bazzi, Como 1887.
- La battaglia d’Arbedo (30 giugno 1422): Lavoro-Sezionale della Burgundia. Schill, Lucerna 1887.
- mit Johann Rudolf Rahn: I monumenti artistici del Medio Evo nel Cantone Ticino. Bellinzona: Tipo-Litografia di Carlo Salvioni, Bellinzona 1894.
- Maurus Waser, Eligio Pometta: Geografia illustrata della Svizzera per la scuola e per la casa di Maccro Waser. Einsiedeln 1897.
- mit Mario Jäggli: Guida di Bellinzona. Stabilimento Tipo-litografico già Colombi, Bellinzona 1909.
- Manuale di processi chimici di facile applicazione e di sicuro apprezzamento per eseguire un’analisi sommaria delle derrate alimentari sospette ad uso dei periti locali, delle commissioni sanitarie comunali, dei commercianti e negozianti del Cantone Ticino. Tipografia Luganese, Lugano 1912.
- Come il Ticino venne in potere degli Svizzeri. Bellizona 1913.
- Sunto di storia ticinese dai tempi preistorici sin dopo la battaglia di Arbedo. Tipografia Cantonale, Bellinzona 1913.
- Lugano, Locarno e Valle Maggia (1513–1913). S.A. Stabilimento Tipo-Litografico, Bellinzona 1913.
- Distruzione del castello di Lugano, Mendrisio e Balerna. Bellinzona 1915.
- mit Carlo Sambucco: Corso di storia. Arturo Salvioni, Bellinzona 1918–1919.
- Le case dei pagani ed i saraceni nelle alpi (888–960): le donazione di Atto (948). In: Anzeiger für schweizerische Altertumskunde, 22 (1920), Heft 4, S. 270–279.
- Come l’Austria si asservi il Governo dei Iandamani (1816-1817). In: Zeitschrift für schweizerische Geschichte, 6 (1926), Heft 3, S. 368–385.
- Le alte Valli del Ticino nella guerra di Svevia (1499). In: Der Geschichtsfreund: Mitteilungen des Historischen Vereins Zentralschweiz, 83 (1928), S. 139–149.
- I più antichi abitatori del Ticino e le loro sedi. In: Zeitschrift für schweizerische Geschichte, 13 (1933), Heft 1, S. 111–119.
- mit Giulio Rossi: Storia del cantone Ticino. S.A. Tipografia Editrice, Lugano 1941.
- mit Virgilio Chiesa: Storia di Lugano. Istituto Editoriale Ticinese, Lugano 1942.
- mit Giulio Rossi: Geschichte des Kantons Tessin. Bern 1944.
- mit Aldo Bassetti: Gli ultimi anni di Bellinzona ducale e la sua volontaria dedizione agli svizzeri (1495-1500): appendice. In: Quaderni grigionitaliani, 16 (1946–1947), Heft 2, S. 126–140.